# Bottenwil
Bottenwil is een gemeente en plaats in het Zwitserse kanton Aargau en maakt deel uit van het district Zofingen.
Bottenwil telt 787 inwoners.